# Robert Charles Wilson
Pour les articles homonymes, voir Robert Wilson et Wilson.
Œuvres principales
- Darwinia
- Les Chronolithes
- Spin

Robert Charles Wilson, né le 15 décembre 1953 à Whittier en Californie, est un auteur de science-fiction canadien d'origine américaine.

## Biographie
Né à Whittier en Californie le 15 décembre 1953, Robert Charles Wilson est le cadet de trois enfants. Jusqu'en 1962, ce fils d'un salarié d'une société d’édition de cartes de vœux vit en Californie. À l'école, il se révèle un élève médiocre. Il émigre à neuf ans au Canada, dans la ville de Toronto.
En 2007, il est naturalisé canadien. Il vit actuellement à Concord, au nord de Toronto, avec son épouse Sharry. Il a deux fils, Paul et Devon.
Son premier récit publié, sous le pseudonyme Bob Chuck Wilson, s'appelle Equinocturne. Il est paru dans le magazine américain Analog en février 1975.
Il s'est fait réellement connaître en France depuis la parution de Darwinia en 1999. Plusieurs de ses œuvres ont reçu des récompenses littéraires, dont la plus prestigieuse dans le domaine de la science-fiction, le prix Hugo, pour son roman Spin en 2006. Ce livre est le début d'une trilogie, qui se poursuit avec Axis et Vortex, publié aux États-Unis en 2011.

Au sujet de ses œuvres, qui s'achèvent souvent de manière ouverte, il a déclaré : 
«  Je n’aime pas beaucoup les livres qui proposent une fin définitive et bien emballée. Pour moi, ils ferment la porte à l’imagination, justement. L’histoire se termine, d’accord, mais la vie continue.  »
— Robert Charles Wilson, Interview au Cafard Cosmique
Cet écrivain ne doit pas être confondu avec l'auteur américain homonyme né en 1951 et auteur du roman La Marche de l'ours (The Crooked Tree) en 1980.

## Œuvres
Robert Charles Wilson écrit principalement de la science-fiction. Contrairement à la hard science-fiction, où les aspects techniques peuvent parfois prendre l'ascendant sur les personnages, la littérature de Robert Charles Wilson tient de la soft science-fiction d'après l'auteur Philippe-Aubert Côté.

### SérieSpin
1. Spin, Denoël, coll. « Lunes d'encre », 2007 ((en) Spin, 2005), trad. Gilles GoulletRéédition, Gallimard, coll. « Folio SF » no 362, 2010
2. Axis, Denoël, coll. « Lunes d'encre », 2009 ((en) Axis, 2007), trad. Gilles GoulletRéédition, Gallimard, coll. « Folio SF » no 419, 2012
3. Vortex, Denoël, coll. « Lunes d'encre », 2012 ((en) Vortex, 2011), trad. Gilles GoulletRéédition, Gallimard, coll. « Folio SF » no 510, 2015

- La Trilogie Spin, Gallimard, coll. « Folio SF » no 552, 2016

### Romans indépendants
- La Cabane de l'aiguilleur, Denoël,  coll. « Lunes d'encre », 2008 ((en) A Hidden Place, 1986), trad. Gilles GoulletDans le recueil Mysterium - Réédition, Gallimard, coll. « Folio SF » no 405, 2011
- Ange mémoire, Gallimard, coll. « Folio SF » no 303, 2008 ((en) Memory Wire, 1987), trad. Gilles Goullet
- Les Fils du vent, J'ai lu, coll. « Science-fiction » no 3621, 1994 ((en) Gypsies, 1988), trad. Isabelle StoianovRéédition, Gallimard, coll. « Folio SF » no 199, 2005
- Vice versa, J'ai lu, coll. « Science-fiction » no 3263, 1992 ((en) The Divide, 1990), trad. Alexis Champon
- À travers temps, Denoël,  coll. « Lunes d'encre », 2010 ((en) A Bridge of Years, 1991), trad. Gilles GoulletRéédition, Gallimard, coll. « Folio SF » no 449, 2013
- Le Vaisseau des voyageurs, J'ai lu, coll. « Science-fiction » no 3733, 1994 ((en) The Harvest, 1992), trad. Geneviève BlattmannRéédition, Gallimard, coll. « Folio SF » no 240, 2006
- Mysterium, J'ai lu, coll. « Science-fiction » no 3949, 1995 ((en) Mysterium, 1994), trad. Pierre-Paul DurastantiRéédition, dans le recueil Mysterium, Denoël, coll. « Lunes d'encre », 2008 puis Gallimard, coll. « Folio SF » no 405, 2011
- Darwinia, Denoël, coll. « Lunes d'encre », 2000 ((en) Darwinia, 1998), trad. Michelle CharrierRéédition, Gallimard, coll. « Folio SF » no 151, 2000
- Bios, Gallimard, coll. « Folio SF » no 80, 2001 ((en) Bios, 1999), trad. Gilles GoulletRéédition, ActuSF, coll. « Perles d'épice », 2019
- Les Chronolithes, Denoël, coll. « Lunes d'encre », 2003 ((en) The Chronoliths, 2001), trad. Gilles GoulletRéédition, Gallimard, coll. « Folio SF » no 293, 2007
- Blind Lake, Denoël, coll. « Lunes d'encre », 2005 ((en) Blind Lake, 2003), trad. Gilles GoulletRéédition, Gallimard, coll. « Folio SF » no 349, 2009
- Julian (en), Denoël, coll. « Lunes d'encre », 2011 ((en) Julian Comstock: A Story of 22nd-Century America, 2009), trad. Gilles GoulletRéédition, Gallimard, coll. « Folio SF » no 491, 2014
- Les Derniers Jours du Paradis, Denoël, coll. « Lunes d'encre », 2014 ((en) Burning Paradise, 2013), trad. Gilles GoulletRéédition, Gallimard, coll. « Folio SF » no 556, 2016
- Les Affinités, Denoël, coll. « Lunes d'encre », 2016 ((en) The Affinities, 2015), trad. Gilles GoulletRéédition, Gallimard, coll. « Folio SF » no 597, 2018
- La Cité du futur, Denoël, coll. « Lunes d'encre », 2017 ((en) Last Year, 2016), trad. Henry-Luc PlanchatRéédition, Gallimard, coll. « Folio SF » no 621, 2019

### Recueils  de nouvelles
- Les Perséides, Le Bélial', 2014 ((en) The Perseids and Other Stories, 2000), trad. Gilles GoulletRéédition, Gallimard, coll. « Folio SF » no 583, 2017
  - Les Champs d’Abraham, 2014 ((en) The Fields of Abraham, 2000)
  - Les Perséides, 2009 ((en) The Perseids, 1995)
  - La Ville dans la ville, 2014 ((en) The Inner Inner City, 1997)
  - L'Observatrice, 2012 ((en) The Observer, 1998)
  - Protocoles d’usage, 2014 ((en) Protocols of Consumption, 1997)
  - Ulysse voit la lune par la fenêtre de sa chambre, 2014 ((en) Ulysses Sees the Moon in the Bedroom Window, 2000)
  - Le Miroir de Platon, 2014 ((en) Plato's Mirror, 1999)
  - Divisé par l'infini, 2007 ((en) Divided by Infinity, 1998)
  - Bébé perle, 2014 ((en) Pearl Baby, 2000)
- Mysterium, Denoël, coll. « Lunes d'encre », 2008, trad. Pierre-Paul Durastanti et Gilles GoulletRecueil sans équivalent en langue anglaise, qui contient le roman du même nom, le roman La Cabane de l'aiguilleur, les nouvelles Le Mariage de la Dryade (The Dryad's Wedding, 2000), Le Grand Adieu (The Great Goodbye, 2000), Les Affinités (The Affinities, 2005), Le Théâtre cartésien (The Cartesian Theater, 2006), YFL-500 (YFL-500, 2005) ainsi que le roman court Julian, un conte de Noël (Julian: A Christmas Story, 2006)
- YFL-500, Gallimard, coll. « Folio 2€ » no 5299, 2011, trad. Gilles GoulletRecueil de deux nouvelles, YFL-500 (YFL-500, 2005) et Le Mariage de la Dryade (The Dryad's Wedding, 2000)

### Prix et distinctions
- Prix Philip-K.-Dick 1995 pour Mysterium
- Prix Aurora 1999 pour Darwinia
- Prix John-Wood-Campbell Memorial 2002 pour Les Chronolithes
- Prix Aurora 2004 pour Blind Lake
- Prix Theodore-Sturgeon 2006 pour Le Théâtre cartésien[7]
- Prix Hugo du meilleur roman 2006 pour Spin[4]
- Grand prix de l'Imaginaire du meilleur roman étranger 2007 pour Spin[8]